# (1190) Pelagia
(1190) Pelagia es un asteroide perteneciente al cinturón de asteroides descubierto el 20 de septiembre de 1930 por Grigori Nikoláievich Neúimin desde el observatorio de Simeiz en Crimea.
Está nombrado en honor de Pelagueya Feodórovna Shain, astrónoma del observatorio de Simeiz y descubridora de varios asteroides.